# Wasserkraftwerk Welda
Das Wasserkraftwerk Welda ist ein Laufwasserkraftwerk mit einer Kaplan-Turbinen an der Twiste, einem Nebenfluss der Diemel.
Das 1910 eröffnete Kraftwerk liegt im östlichen Ortsrand von Welda, einem Ortsteil von Warburg, im Kreis Höxter. Das Kraftwerk wurde von dem Elektroingenieur Hugo Schuchard, jun. (* 28. Februar 1879 in Barmen, † 3. Oktober 1969 in Warburg) gebaut. Dieser wuchs mit Ausnahme der Wintermonate, in denen er sich in Barmen aufhielt, auf der Welda benachbarten, seinem Vater gehörenden Burg Calenberg auf und lebte nach dem Ersten Weltkrieg auf dem Gut „Neu Calenberg“ in Calenberg.
Für den Bau des Kraftwerkes hatte der Ingenieur eine vormalige Mühle, die Twistemühle, zwecks Umbaus erworben. Er ließ zwei Turbinen und zwei Generatoren einbauen. Mit der elektrischen Energie wurden zunächst die Ortschaften Welda, Calenberg und Wettesingen versorgt. Später wurde auf dem Gelände eine Nagelfabrik gebaut und ab den 1920er Jahren wurde der erzeugte Strom auch für einen Dreschkasten (Lohndrusch) verwendet.
Nach dem Tode Hugo Schuchards wurde das Wasserkraftwerk 1973 verkauft und wechselte 2009 erneut den Besitzer. Das Kraftwerk wird heute von einer Privatfirma betrieben, der elektrische Strom wird in das regionale Versorgungsnetz gespeist. Die elektrische Leistung des Kraftwerks beträgt etwa 55 kW. Jetziger Betreiber ist seit 2018 Herr Ulrich Schütt.

## Kraftwerk am Hörler Bach
Im Ort Welda selbst wird seit ein paar Jahren von der Gemeinde am Hörler Bach an der alten Mühle ein zweites, kleineres Wasserkraftwerk mit einer Leistung von etwa drei Kilowatt zur Stromerzeugung betrieben.